# Alessandro Sergardi
Alessandro Sergardi (aprile 1596 – aprile 1649) è stato un vescovo cattolico italiano.

## Biografia

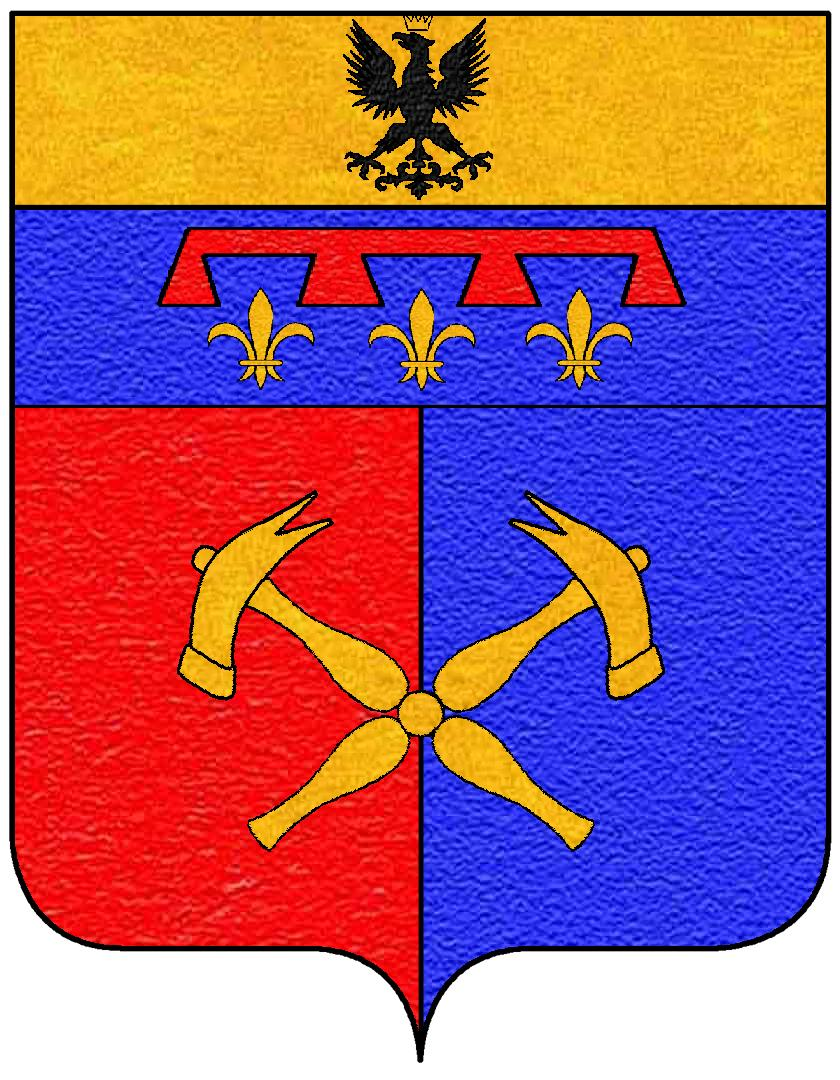
Stemma Sergardi

Nato al tempo di Ferdinando I, terzo granduca di Toscana, di famiglia patrizia senese, era figlio di Giulio e di Augusta Allegretti (e fratello di Achille, Ammiraglio comandante la flotta dell'Ordine dei cavalieri di Santo Stefano).
Fu elevato alla dignità vescovile il 21 ottobre 1641 da papa Urbano VIII, che gli assegnò la sede di Montalcino (oggi nell'arcidiocesi di Siena-Colle di Val d'Elsa-Montalcino).
Ricevette la consacrazione episcopale il 3 novembre 1641 per l'imposizione delle mani del cardinale Giulio Cesare Sacchetti.

## Genealogia episcopale
La genealogia episcopale è:
- Cardinale Tolomeo Gallio
- Vescovo Cesare Speciano
- Vescovo Andrés Pacheco
- Vescovo Agostino Spinola
- Cardinale Giulio Cesare Sacchetti
- Vescovo Alessandro Sergardi